# Abaújvár
Abaújvár ist eine ungarische Gemeinde im Kreis Gönc im Komitat Borsod-Abaúj-Zemplén.

## Geografische Lage
Abaújvár liegt 72 Kilometer nordöstlich des Komitatssitzes Miskolc am östlichen linken Ufer des Hernád, der hier die Grenze zur Slowakei bildet. Die Gemeinde gehört zum Kreis Gönc, dessen Verwaltungssitz Gönc 12 Kilometer südwestlich liegt. Direkte Nachbargemeinden sind Kéked im Nordosten, Pányok im Osten und Zsujta im Südwesten.

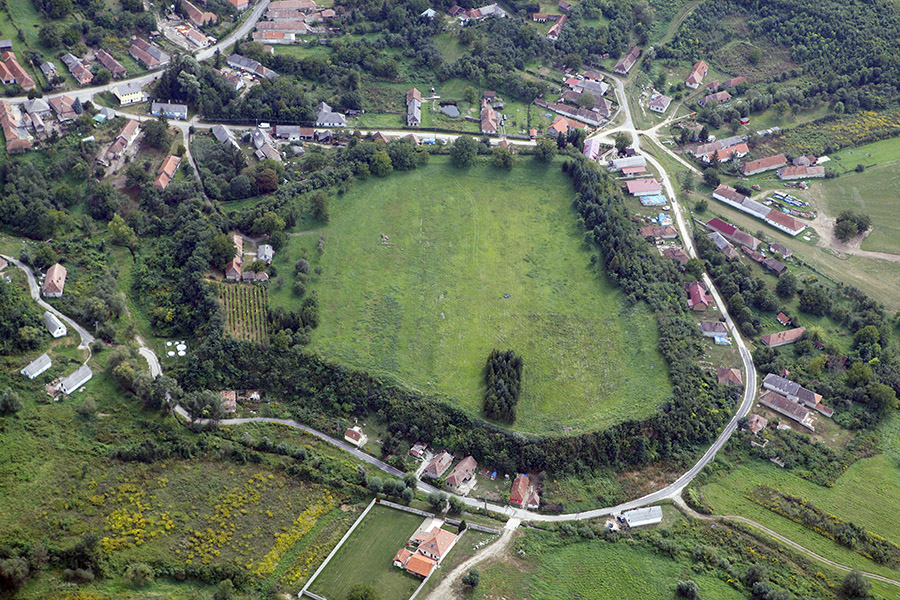
Gebiet der ehemaligen Wallburg

## Geschichte
In Abaújvár wurde in der ersten Hälfte des 11. Jahrhunderts eine Wallburg erbaut. Nach den Angaben einer Chronik aus dem 14. Jahrhundert ließ Sámuel Aba die Burg errichten. Die Burg wurde direkt am Ufer des Flusses Hernád auf einem niedrigen Hügel errichtet, dessen Spitze von Wällen umgeben war. Der trapezförmige Wall mit einem Umfang von 754 Metern umschloss eine Fläche von 3,9 Hektar.

## Sehenswürdigkeiten

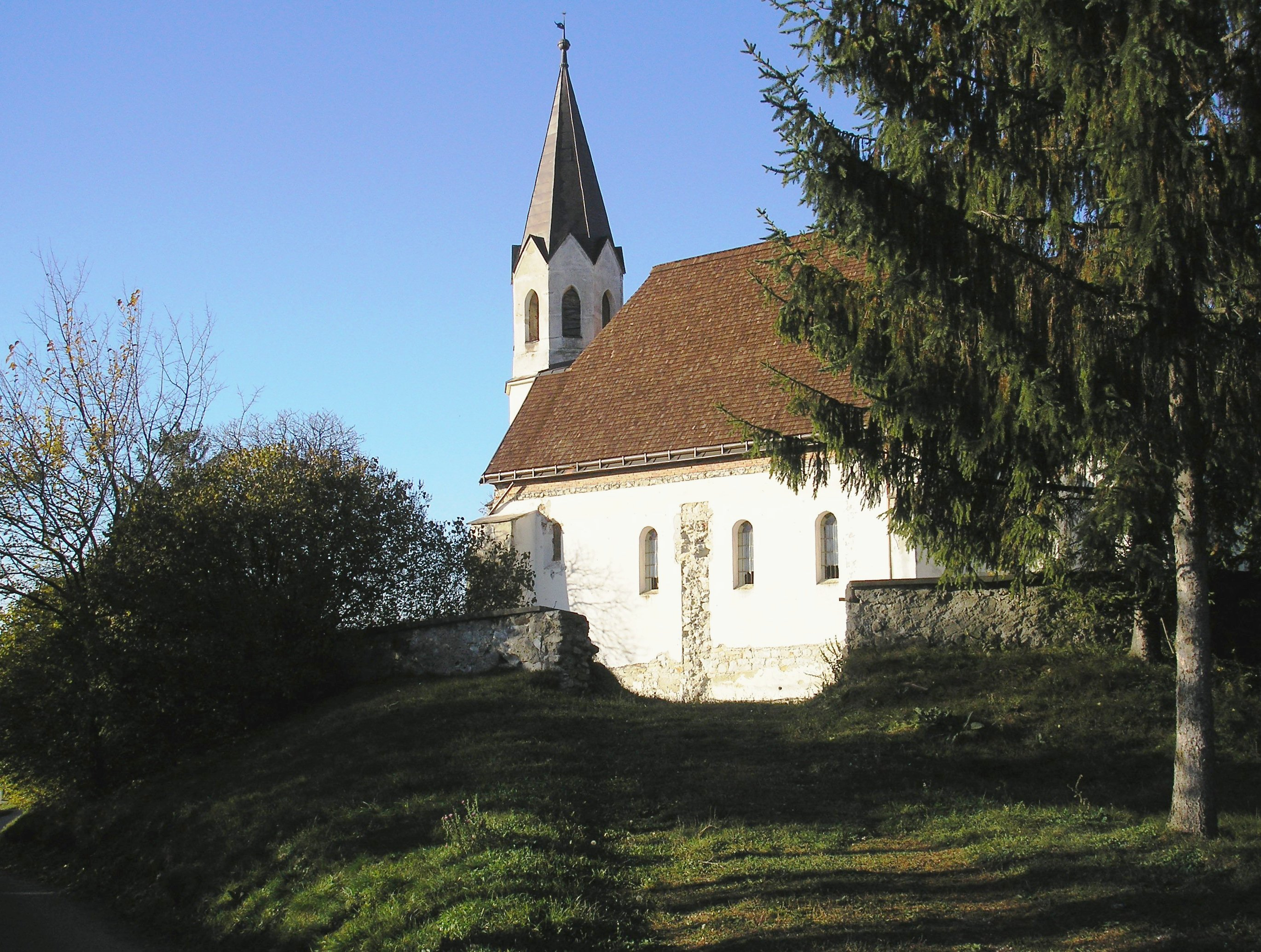
Reformierte Kirche in Abaújvár

Reformierte Kirche, auch Kalvinistische Kirche: Sie wurde 1323 in gotischem Stil in Ost-West-Richtung erbaut. 1332 gab es einen Priester vor Ort. Das Wände des Kirchenschiffs wurden mit Strebepfeilern verstärkt. Die Kirche besitzt einen vorspringenden, achteckigen Fassadenturm mit gotischen Gewändeportal. Der Chor ist zweijochig, hat einen 3/8-Schluss und gotische Fenster. Die Schlusssteine haben eine Sternenverzierung. An der Südmauer befindet sich eine Sakramentsnische, in der Nordwand Freskenfragmente aus dem 14. Jahrhundert. In der Laibung des Triumphbogens befindet sich das Brustbild des heiligen Ladislaus. 1803 wurden die Fenster vergrößert. 1835 ereignete sich ein Erdrutsch, bei dem die Südwand absackte. Sie wurde danach wieder aufgebaut. 1866 wurde die Kirche renoviert, und dabei der achteckige, neugotische Turm der Fassade vorgesetzt. Nach einer Renovierung 1912, wurde die Kirche 2005 noch einmal gründlich renoviert.
Es gibt in Abaújvár ein Museum, in dem Relikte aus der Zeit der Wallburg wie Schmuck, Töpfe, Grabsteine und Pferdegeschirr zu sehen sind, die vom Ottó-Herman-Museum zur Verfügung gestellt wurden sowie eine Ausstellung zur lokalen Geschichte des Ortes.

## Verkehr
Durch Abaújvár verläuft die Landstraße Nr. 3709. Es bestehen Busverbindungen über Pányok nach Kéked sowie über Zsujta nach Gönc, wo sich der nächstgelegene Bahnhof befindet.